# 突尼斯湾

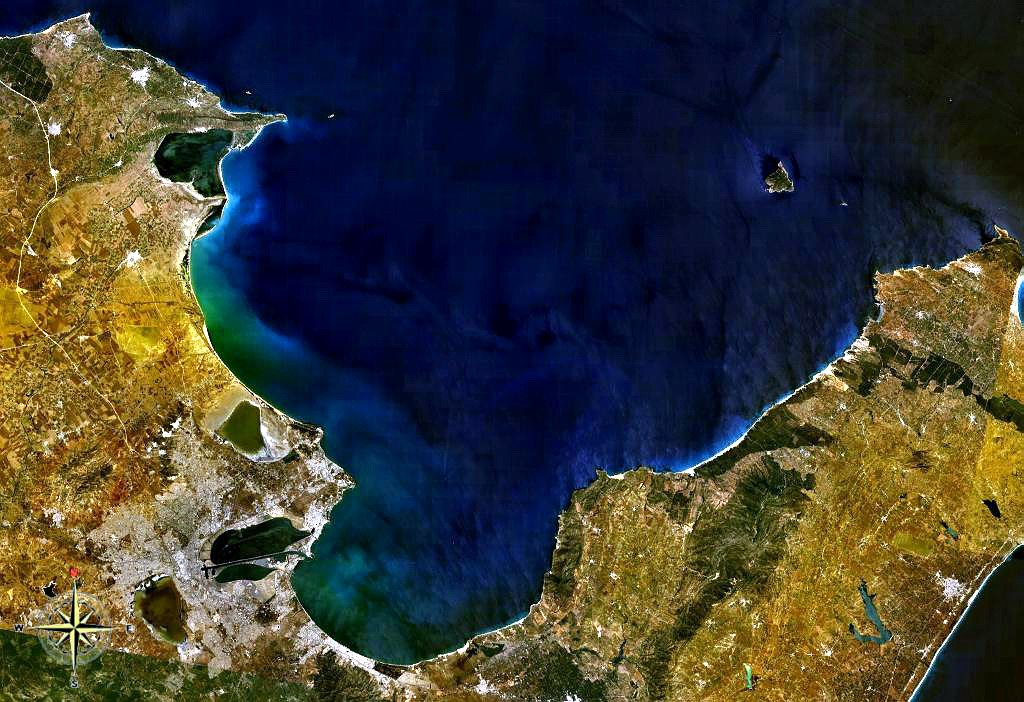
从太空中看突尼斯湾。

突尼斯湾地形图。

突尼斯湾（阿拉伯语：‎）是地中海南部，突尼斯北岸的一个海湾。东为卡本半岛。突尼斯共和国首都突尼斯市位于西岸。突尼斯最大河流迈杰尔达河最终流入这里。